# Câmpina
Câmpina is een stad in Roemenië, in het district Prahova van de regio Muntenië. Het is de op een na grootste stad van de provincie en had in 2004 38.400 inwoners. Tussen 1897-1898 stond hier de grootste olieraffinaderij van Europa.

## Geschiedenis
Câmpina wordt voor het eerst vermeld in een document uit 1503. Het was een belangrijke handelsplaats, gelegen aan de weg tussen Transsylvanië en Walachije. In 1890 werd er aardolie gevonden en in 1895 werd er een raffinaderij gebouwd, die "Fabrica Noua" (Nieuwe fabriek) werd genoemd. De Duitse keizer Wilhelm II bezocht Câmpina in het jaar 1913.

## Geografie
Câmpina ligt op NB 45. De stad ligt op een kleine vlakte van 10 km², in het Bucegi-gebergte, op een hoogte van 450 m. De grootste berg in dit gebied is 2507 m hoog (Vârful Omu).
De stad is bereikbaar met de trein en de auto. Met de auto vanaf Boekarest (90 km) of Brașov (92 km) op de E15 DN1 (Nationale weg 1). Het treinstation van Câmpina ligt aan de lijn van Brașov naar Boekarest.
Dorpen in de buurt zijn Bănești (4 km), Cornu (4 km) en Brebu (12 km).

## Klimaat
Câmpina heeft een bergklimaat, met koude winters en koele zomers. De koudste maand en warmste maand zijn januari en juli, en het gemiddelde voor het hele jaar is +9,5°C. In januari heb je heel koude windstromingen, tussen -60°C en -30°C. De hoogste temperatuur ooit gemeten in Câmpina is 37,1°C, in juli 2002, en het koudste was -21°C in januari 2002.

## Inwonertal

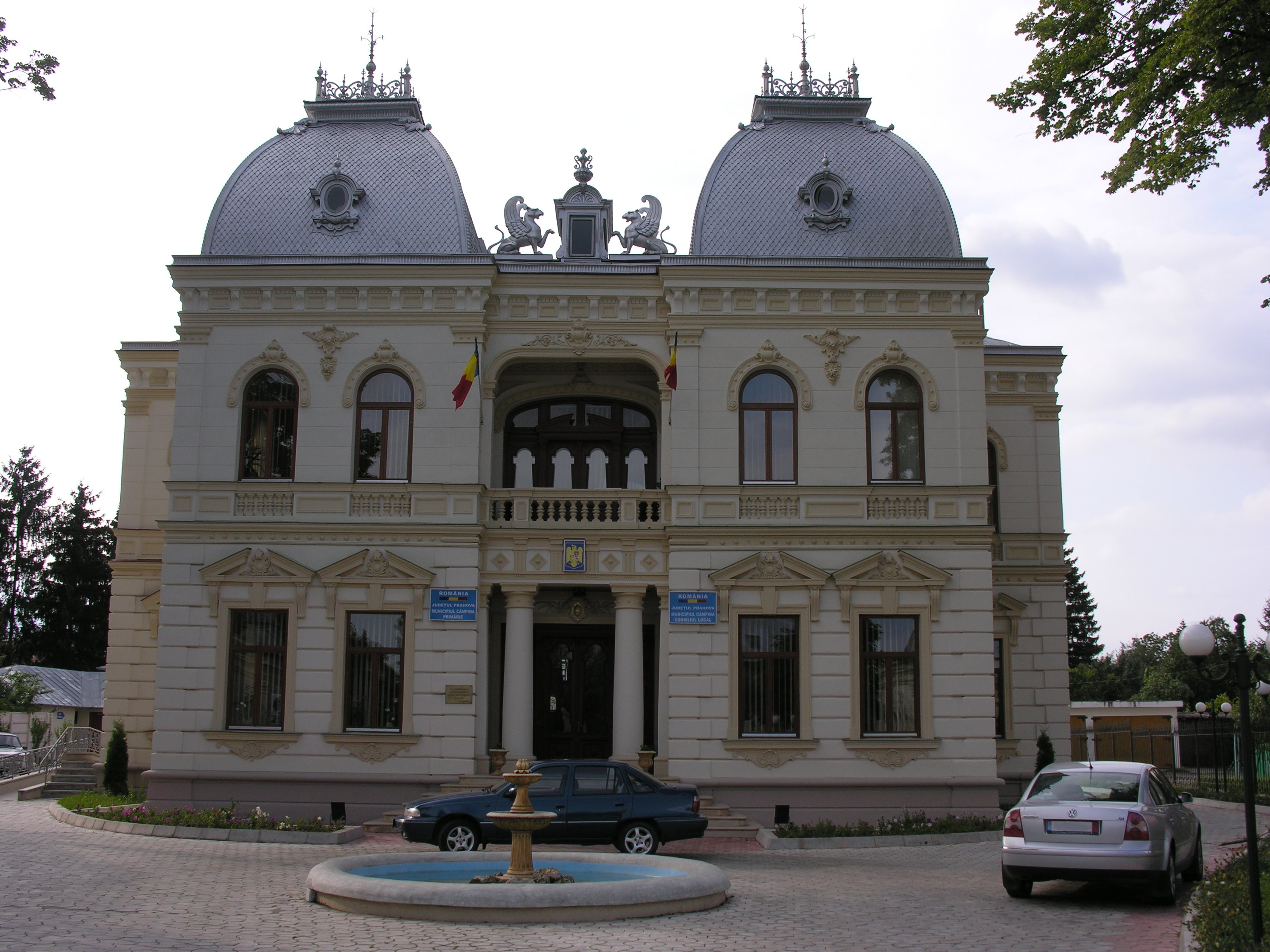
Stadhuis Câmpina

| Jaar | Aantal Inw. |
| 1900 | 2500        |
| 1912 | 8500        |
| 1950 | 22.800      |
| 1977 | 32.503      |
| 1992 | 41.554      |
| 2000 | 38.758      |
| 2002 | 38.789      |

## Beroemde inwoners
Beroemde mensen die in Câmpina hebben gewoond.
- Nicolae Grigorescu, schilder (afgebeeld op het bankbiljet van 10 Lei)
- Bogdan Petriceicu-Hasdeu, taalkundige